# Riedgraben (Wörnitz, Wechingen)
Der Riedgraben ist ein Bach in den bayerischen Landkreisen Donau-Ries und Weißenburg-Gunzenhausen, der nach einem etwa 9 km langen Lauf nach Westen gegenüber von Wechingen im östlichen Nördlinger Ries von links in die Wörnitz mündet.

## Geographie

### Verlauf
Der Riedgraben entspringt auf einer Höhe von 498 m ü. NHN etwa zwei Kilometer südöstlich von Polsingen in einem Wald am unteren Westabhang des Stampfreitbergs eben noch im Landkreis Donau-Ries. Von hier an bis zu seiner Mündung läuft der Bach beständig nach Westen. Nach wenigen Metern fließt der Fluss in den Landkreis Weißenburg-Gunzenhausen ein und speist südlich von Polsingen den Wemdinger Weiher, in den auch ein etwas kürzerer Feldweggraben aus dem Nordosten einläuft. Kurz nach dem See wechselt der Riedgraben wieder in den Landkreis Donau-Ries zurück und fließt dann nördlich an Amerbacherkreut vorbei.
Südlich von Laub und nur wenig nördlich von Eulenhof gabelt sich der Bach. Ein meist entlang von Feldwegen laufender linker Grabenabzweig fließt zunächst südwärts am Eulenhof vorbei und dann zwischen dem Ostrand des Weilerholzes und im Westen des Wemdinger Rieds; dann wechselt er auf einen südwestlichen Grabenlauf, der über Rodelbach und Altwasser in die Wörnitz entwässert.
Der andere Zweig fließt dagegen weiter westwärts am Nordrand des Eichholzes entlang und dann ebenfalls entlang eines Feldwegs sowie der Kreisstraße DON 5 auf Wechingen zu, gegenüber dessen Hauptort er neben der Flussbrücke der Straße auf einer Höhe von 409 m ü. NHN nach einem Lauf von insgesamt 9,0 km von links in die Wörnitz mündet.
Der Fluss ist am Mittellauf auf langen Strecken Grenze zwischen den Gemeinden Munningen im Norden und Wechingen im Süden. Außer dem anderen Graben zum Wemdinger Weiher hat er keinen bedeutenden Zufluss.

### Einzugsgebiet
Der Riedgraben hat ein sehr schmales Einzugsgebiet von 8,3 km² Fläche, das sich von südlich Hagaus etwa 9,5 km weit westwärts bis zur Mündung erstreckt; ausgenommen ist dabei das Entwässerungsgebiet des linken Abzweigs am Mittellauf, das zum Einzugsgebiet des Altwassers rechnet. Die sehr kurze östliche Wasserscheide grenzt ans Einzugsgebiet des Westenbrunnenbachs, der über den Möhrenbach in die Altmühl entwässert. An dieser liegt auf dem Gipfel des Wemdinger Bergs bei Hagau sein mit 582 m ü. NN höchster Punkt. Nördlich der Einzugsgebietsgrenze fließt durchweg sehr nahe die „Westliche“ Rohrach, die wenig oberhalb auch gegenüber vom Wemding in die Wörnitz einfließt. Jenseits der südlichen Wasserscheide fließt anfangs sehr nahe der Rodelbach, der sich dann am Mittellauf des Riedgrabens südwestwärts entfernt und durch den linken Riedgraben-Abzweig verstärkt in den Wörnitz-Zufluss Altwasser mündet. Dieses erfährt auch Zulauf von weiter abwärts wieder näher dem Riedgraben-Unterlauf entstehenden Gräben westlich des Weilerholzes, die dann links in der weiten Wörnitzaue abfließen.

## Naturraum
Der Riedgraben berührt oder durchfließt drei Naturräume. Er entspringt am Übergang der Südlichen Frankenalb im Osten zu deren Vorland im Westen, in welchem er sich im Bereich des Wemdinger Weihers zwischen Polsinger Berg und Blossenberg durchzwängt. Auf dem größten Teil seines Laufes fließt er dann im östlichen Nördlinger Ries.

## Geologie
Der Riedgraben entsteht am östlichen Riesrand in den Bunten Trümmermassen, die ein Meteoriteneinschlag im heutigen Ries vor fast 15 Millionen Jahren ausgeworfen hat. Diese bedecken auch den Polsinger Berg (501,5 m ü. NHN) und den Blossenberg (499,1 m ü. NN) unmittelbar nördlich bzw. südlich des Wemdinger Weihers. Im östlichen Einzugsgebiet stehen sonst weitflächig sedimentäre Kraterfüllungen an und es gibt kleinere Inseln mit Lösssediment. Im Westen näher der Wörnitz dagegen dominieren Terrassenschotter, zuletzt das breite Auensedimentband des Flusses.